# ウアタハ
ウアタハ (Uathach)はケルト神話に登場する女神スカアハの娘。スカアハのライバルであり、妹とされるオイフェの姪に当たる。
クー・フーリンの結婚を描いた「エウィルへの求婚」で登場した。スカアハの城砦を訪れたクーフーリンを饗し、スカアハの命でその夜、褥を共にした。